# Alpina alpmaritima
Alpina alpmaritima är en fjärilsart som beskrevs av Eugen Wehrli 1924. Alpina alpmaritima ingår i släktet Alpina och familjen mätare. Inga underarter finns listade i Catalogue of Life.